# Bruno von Heister
Bruno Franz Ludwig Hubert von Heister (* 4. Dezember 1836 in Düsseldorf; † 14. Juli 1886 ebenda) war ein preußischer Rittergutsbesitzer und Abgeordneter.

## Leben
Von Heister war der Sohn des Rittergutsbesitzers und Premierleutnants August Theodor von Heister (* 8. März 1804 in Düsseldorf; † 28. Mai 1844 ebenda) und dessen Ehefrau Emilie Freiin von Hertefeld (* 14. Juli 1813 auf Haus Aspel bei Haldern; † 6. Oktober 1868 in Düsseldorf). Von Heister war katholisch und blieb unverheiratet.
Von Heister besuchte das Gymnasium in Düsseldorf und studierte in Bonn und Berlin Rechtswissenschaften. Ab Oktober 1858 war er Auskulator am Landgericht Düsseldorf und ab Juni 1860 Regierungsreferendar an der Regierung Düsseldorf. Danach war er 1861 bis 1863 Regierungsreferendar an der Regierung Breslau, danach in gleicher Funktion wieder in Düsseldorf und wurde 1865 auf eigenen Wunsch entlassen. Er lebte als Rittergutsbesitzer in Düsseldorf.
1884 wurde er mit dem Roten Adlerorden 3. Klasse mit Schleife ausgezeichnet.

## Politik
Er wurde zunächst als stellvertretendes Mitglied des Provinziallandtags der Rheinprovinz für den Stand der Ritterschaft in den Regierungsbezirken Aachen/Düsseldorf gewählt und nahm 1871 bis 1874, 3/1875 und 8/1875 sowie 1879 an den Provinziallandtagen teil. Von 1881 bis 1885 war er dann direkt als Abgeordneter gewählt.
Von 1870 bis 1873 war er Mitglied im Preußischen Abgeordnetenhaus für den Wahlkreis 4 (Düsseldorf). Im Landtag wurde er zunächst Mitglied der Fraktion der Freikonservativen Partei und ab November 1871 fraktionslos.
Von April 1879 bis zu seinem Tod 1886 gehörte er dem Provinzialverwaltungsrat an und war von 1878 bis 1886 Direktor der Sektion Volkswirtschaft des Landwirtschaftlichen Vereins für die Rheinprovinz.